# Peoria (grup humà)
Els peoria són una tribu de parla algonquina, són els únics supervivents de la confederació dels Illiniwek. Ocupaven originàriament al NE d'Iowa, SO de Wisconsin, i NO d'Illinois. Avui estan inscrits a la reconeguda federalment Peoria Tribe of Indians of Oklahoma. Històricament, formaven part de la Confederació d'Illinois. Només sobreviu un clan de peoria a Pimpetenoi, al comtat de Miami (Oklahoma).

## Llenguatge i nom
Tradicionalment, els peorians parlaven un dialecte de la llengua Miami-Illinois. El nom "Peoria" deriva del seu autònim o nom donat per si mateixos en la llengua d'Illinois, peewaareewa (pronunciació moderna peewaalia). Originalment significava: "Ve amb un paquet a l'esquena". Cap parlant de la llengua Peoria sobreviu. Juntament amb la llengua Miami, un petit grup de la tribu Peoria d'Oklahoma parlava també el cahokia, el moingwea i el tamaroa.

## Demografia
El 1959 hi havia 414 peories a Oklahoma, i el 1980 eren uns 2.000 amb els miamis, però la seva llengua s'ha perdut..Segons dades de la BIA del 1995, a la Reserva Peoria d'Oklahoma hi vivien 384 individus, però hi havia 2.529 apuntats al rol tribal. Però segons dades del cens dels EUA del 2000, hi havia 1.133 purs, 94 barrejats amb altres tribus, 510 amb altres races i 58 amb altres races i altres tribus. En total, 1.795 individus.

## Costums
Eren caçadors de petites partides, i caçaven mamífers forestals durant tot l'any, mentre que a l'hivern caçaven el bisó a les planures mentre les dones conreaven moresc, carabasses i melons, i pescaven salmó. La seva cultura era una barreja del Nord-est amb elements mississippians. Caçaven els búfals mitjançant anells de foc a terre, arc i fletxes, i de la seva pell en feien roba i eixugaven la carn.Els seus llogarrets consistien en refugis coberts de matolls d'estopa i escorça on hi vivien diverses famílies. No se'n sap gaire de llur organització social, però havia de ser semblant a la dels miamis, amb un capitost civil escollit pel consell del llogarret i un capitost militar escollit en funció de la seva activitat guerrera. Fabricaven canoes, eines i armes.

## Història
Inicialment es creia que eren descendents de la cultura cahokia del Mississipi de la tradició Cultura dels Monticles. Ara es creu que estan relacionats amb els pobles de parla algonquina dels Grans Llacs i de la costa est. Els Peoria van ser una de les moltes tribus d'Illinois que van trobar els exploradors, els jesuïtes Jacques Marquette i Louis Jolliet. Els missioners francesos van convertir els membres de la tribu al catolicisme romà. El pare Jacques Gravier, superior de la missió d'Illinois, va compilar el diccionari més extens de termes de Kaskaskia en llengua Miami Illinois en francès, prop de 600 pàgines i 20.000 entrades.
La seva història fins a finals del segle xviii va lligada a la dels illiniwek. Els Peoria va migrar al sud-oest cap al territori de Missouri després de 1763. El 3 d'agost del 1795 signaren un tractat amb els EUA pel qual gaudien de llibertat de cacera a les terres cedides als blancs. El 1818, el tractat d'Edwardsville incloïa la cessió de les terres de Peoria a Illinois als Estats Units. Pel Tractat de Lewisville de 1832, van cedir terres del Missouri a canvi de terres a Kansas, prop del riu Osage. El mateix any s'unirien els peoria i kaskakia.
Les malalties infeccioses introduïdes i les guerres intertribals van reduir dràsticament el nombre de la tribu. El 1849, membres de les tribus Kaskaskia, Peoria, Piankeshaw i Wea van formar una confederació amb el nom de Peoria. La confederació també incloïa els darrers membres i descendents de les tribus Cahokia, Moingwena, Michigamea i Tamaroa, que havien passat a formar part de la Peoria molts anys abans, així com els Pepikokia, que s’havien unit als Wea i Piankashaw al final del segle xviii. El 1851, un agent indi va informar que els Peoria i els Kaskaskia, juntament amb els seus aliats, s'havien casat entre ells i entre els blancs fins a tal punt que pràcticament havien perdut la seva identitat. Un tractat de 1854 reconeixia aquest informació com una unió de fet i anomenava aquests grups la Peoria confederada. El tractat també preveia l'obertura de les reserves de Peoria-Kaskaskia i Wea-Piankashaw a l'assentament per part dels no indis.
Després de la Guerra Civil Amercana, la majoria de la tribu confederada van signar el Tractat Onmnibus de 1867. D’aquesta manera, el govern federal dels EUA va comprar terres a la tribu Quapaw i va traslladar la majoria de la tribu Peoria a una reserva de 290.000 acres al territori indi, part de l’actual Comtat d’Ottawa, Oklahoma. El Congrés va promulgar una llei per unir la tribu Miami de Kansas amb la Peoria Confederada. Les terres de Peoria i Miami es van assignar als membres inscrits el 1893. El 1907, qualsevol terreny sobrant es va lliurar al comtat d'Ottawa
El 1936 adoptaren una constitució tribal. El 1950 els fou aplicada la Termination i el 1959 van perdre l'estatut tribal, però això provocà fortes protestes. Tot i així, fins al 1978 no els fou retornada la terra i l'estatut tribal.